# المصبار (أسلم)

تعديل مصدري - تعديل

المصبار هي إحدى قرى عزلة أسلم اليمن بمديرية أسلم التابعة لمحافظة حجة، بلغ تعداد سكانها 298 نسمة حسب تعداد اليمن لعام 2004.